# Christian Pløyen
Christian Pløyen (12. januar 1803 i København – 9. juni 1867 i Holbæk) var en dansk jurist og regeringsembedsmand.
Han var fra 1830 landfoged og fra 1837 til 1847 amtmand på Færøerne og var på Færøerne meget vellidt. Han har blandt andet skrevet den kendte "Grindevisen" (færøsk "Grindavísan") – en sang som ligner de færøske kvæder.

## Biografi
Christian Pløyen var søn af Frederik Adler Pløyen. Efter sin studentereksamen fra Metropolitanskolen i 1821 studerede han jura og blev i 1826 cand.jur. Derefter blev han jurist i Rentekammeret, indtil han 1830 blev udnævnt til landfoged på Færøerne.
1837 afløste han Frederik Ferdinand Tillisch som amtmand på Færøerne. Han er kendt for sin rejse til i 1839 til Shetlandsøerne sammen med tre færinger. Rejsen var et bevidst initiativ for at udbygge samarbejdet mellem de to øgrupper. Resultatet af rejsen førte blandt andet til at færingerne fik glæde af shetlændernes mere moderne fiskerimetoder. Hans rejseberetning var også et vigtigt bidrag til at monopolhandelen blev ophævet i 1856. 1840 var Pløyen medlem af den danske regeringskommission, som beskæftigede sig med ophævelsen af det danske handelsmonopol over Færøerne. Også i nutiden bliver han på Færøerne æret som en person der gjorde mere for Færøerne end han behøvede at gøre som amtmand.
1848 blev han af Frederik 7. udnævnt til at repræsentere Færøerne i den grundlovsgivende rigsforsamling, som skulle formulere Danmarks Riges Grundlov. Den 1. januar 1849 blev han amtmand for Holbæk Amt – til sin død i 1867. 1850 blev han udnævnt til kammerherre og 1867 til Kommandør af Dannebrogordenen.
En samtidig dansk biograf beskrev ham som en udsædvanlig dygtig embedsmand, der var afholdt både på Færøerne og i Holbæk Amt.

## Værker
- Erindringer fra en Rejse til Shetlandsøerne, Orkneyøerne og Skotland i Sommeren 1839, København 1840, Tórshavn 1966, Vedbæk 1999
- Reminiscences of a voyage to Shetland, Orkney & Scotland in the summer of 1839; translated from Danish by Catherine Spence. Lerwick: T. & J. Manson, 1896.
- Grindavísan; Cartoons von Óli Petersen; Hrsg. Jústines Olsen et al. – 2. forandrede udgave – Tórshavn: Føroya skúlabókagrunnur, 2004. (48 S., på dansk og færøsk. Skolebog med information om Grindedrab, færøsk børnebogspris 1989 Info Arkiveret 27. september 2007 hos  Wayback Machine)